# Acompocoris pygmaeus
Acompocoris pygmaeus is een wants uit de familie van de bloemwantsen (Anthocoridae). De soort werd het eerst wetenschappelijk beschreven door Carl Fredrik Fallén in 1807.

## Uiterlijk
De grotendeels glanzend bruine bloemwants is, als volwassen dier, altijd macropteer (langvleugelig) en kan 2.5 tot 3.5 mm lang worden. De bruine voorvleugels hebben een redelijk dichte beharing. Het doorzichtige deel van de voorvleugels is geelgrijs. De kop, het halsschild en het scutellum zijn zwart gekleurd. Bij de mannetjes zijn het halsschild en scutellum samen groter van bij de vrouwtjes. Van de bruine of roodbruine pootjes zijn de tarsi meestal donkerbruin. De donkerbruine antennes hebben een tweede antennesegment dat in het midden of in zijn geheel lichter is. Het derde segment is soms licht aan het begin en langer dan het vierde segment. Acompocoris pygmaeus lijkt op Acompocoris alpinus, die heeft echter een derde en vierde antennesegment die even lang zijn en heeft een doorzichtig deel van de voorvleugels met kleurloze banden langs de aders.

## Leefwijze
De wants doorstaat de winter als volgroeid dier en er zijn waarschijnlijk twee generaties per jaar. De volwassen wantsen worden van begin juni tot in oktober waargenomen op voornamelijk grove den (Pinus sylvestris) waar ze jagen op kleine insecten zoals bladluizen.

## Leefgebied
De wants is in Nederland redelijk zeldzaam. Het verspreidingsgebied strekt zich uit van Europa tot in Siberië en komt ook voor in Canada.